# HAT-P-4 b
HAT-P-4b는 목동자리에 있는, 지구에서 약 1,000광년 이상 떨어져 있는 BD+36º 2593 주위를 공전하는 외계 행성이다. 2007년 10월 2일 통과법을 이용하여 발견되었다. 이 행성은 HATNet 프로젝트를 통해 존재가 밝혀진 네 번째 외계 행성이다.
이 항성은 전형적인 뜨거운 목성으로, 질량은 목성의 68퍼센트이며 반지름은 127퍼센트이다. 밀도는 물의 41퍼센트, 목성 밀도의 31퍼센트에 불과하다. 통과법 관측을 통해 궤도경사각이 밝혀졌기 때문에, 위 질량값은 정확하다.
이 행성은 어머니 항성에서 불과 667만 킬로미터밖에 떨어져 있지 않으며, 공전 주기는 73시간 21분 24.71초이다. 이처럼 빠른 공전 주기 때문에 행성의 공전속도는 초당 158.55 킬로미터에 이른다.
행성이 항성에서 매우 가까운 궤도를 돌며, 어머니 항성의 질량이 태양보다 훨씬 더 크기 때문에 항성이 떨리는 속도는 초당 76.93미터이다. 여기서 항성이 1회 떨림을 완료하는 데 걸리는 시간은 26만 4천 초로, 이는 행성의 1 공전 주기와 거의 비슷한 값이다. 이 떨림값을 통해 항성이 질량 중심을 기준으로 회전하는 경로의 총 길이를 구하면 20,316 킬로미터이며, 이를 통해 항성은 질량중심에 대해 좌우로 3,233킬로미터 왔다 갔다 함을 알 수 있다. 질량 중심을 기준하여 항성과 행성이 그리는 궤도의 크기를 구하면 1:2063의 비가 나온다.

## 참고 문헌
- G. Kovacs, G. A. Bakos, G. Torres, A. Sozzetti, D. W. Latham, R. W. Noyes, R. P. Butler, G. W. Marcy, D. A. Fischer, J. M. Fernandez, G. Esquerdo, D. D. Sasselov, R. P. Stefanik, A. Pal, J. Lazar, I. Papp, P. Sari (2 Oct, 2007). “HAT-P-4b: A metal-rich low-density transiting hot Jupiter”. 《arXiv》. arXiv:0710.0602. 2016년 3월 11일에 원본 문서에서 보존된 문서. 2008년 10월 5일에 확인함.